# Бронн, Дилан
Дила́н Даниэ́ль Махму́д Бронн (фр. Dylan Daniel Mahmoud Bronn; род. 19 июня 1995, Канны) — тунисский футболист, защитник клуба «Серветт» и сборной Туниса. Участник чемпионата мира 2018 года.

## Клубная карьера

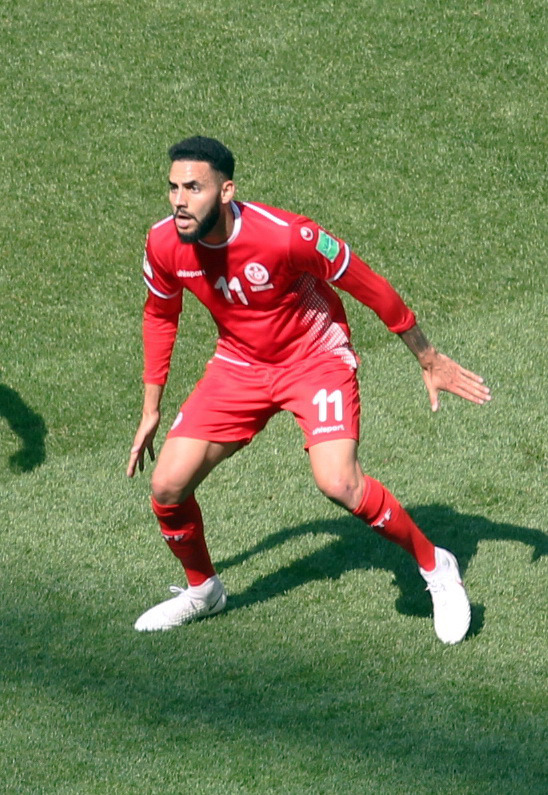
Бронн в составе сборной Туниса

Бронн — воспитанник клуба «Канн» из своего родного города. В 2013 году дебютировал за основной состав, в одном из низших дивизионов Франции. Летом 2016 года Дилан перешёл в «Ньор». 29 июля в матче против «Ланса» он дебютировал в Лиге 2. 30 сентября в поединке против «Орлеана» Дилан забил свой первый гол за «Ньор».
Летом 2017 года Бронн подписал контракт с бельгийским «Гентом». Сумма трансфера составила 1 млн. евро. 6 августа в матче против «Антверпена» он дебютировал в Жюпиле лиге. 24 ноября в поединке против «Мускрон-Перювельз» Дилан забил свой первый гол за «Гент».
В начале 2020 года Бронн перешёл в «Мец». 11 января в матче против «Страсбура» он дебютировал в Лиге 1. 13 декабря в поединке против «Страсбура» Дилан забил свой первый гол за «Мец». Летом 2022 года Бронн перешёл в итальянскую «Салернитану». Сумма трансфера составила 1 млн. евро.

## Карьера в сборной
Имеет тунисские корни по матери, поэтому принял решение выступать за сборную этой страны. 28 марта 2017 года в товарищеском матче против сборной Марокко дебютировал за сборную Туниса.
В 2018 году Бронн принял участие в чемпионате мира в России. На турнире сыграл в матча против команд Англии и Бельгии. В поединке против бельгийцев Дилан забил свой первый гол за национальную команду, но вскоре получил травму и был заменён, покинув поле на носилках.
В 2019 году Бронн принял участие в Кубке Африки в Египте. На турнире он сыграл в матчах против команд Анголы, Мали, Мавритании, Сенегала, Мадагаскара и Ганы.
В 2022 году Бронн принял участие в Кубке Африки в Камеруне. На турнире он сыграл в матчах против команд Мали и Буркина-Фасо.
В 2022 году включен в состав сборной Туниса на чемпионат мира 2022 в Катаре.

### Голы за сборную Туниса
| #  | Дата            | Место проведения                 | Соперник              | Счёт | Голы | Соревнование                       |
| -- | --------------- | -------------------------------- | --------------------- | ---- | ---- | ---------------------------------- |
| 1. | 23 июня 2018    | Открытие арена, Москва, Россия   | Бельгия               | 2:1  | 5:2  | Чемпионат мира 2018                |
| 2. | 3 сентября 2021 | Олимпийский садион, Радес, Тунис | Экваториальная Гвинея | 1:0  | 3:0  | Чемпионат мира 2022 (квалификация) |